# Prima spedizione di Badr
La Prima spedizione di Badr (in arabo: غزوة سفوان ghazwa Safawān), o Incursione preliminare di Badr, ebbe luogo nel 2º anno dell'Egira del calendario islamico, nel mese di Rabi' al-awwal (settembre 623). Kurz ibn Jabir al-Fihri compì un raid in territorio musulmano rubando cammelli al pascolo appartenenti a Medina . Maometto si trovava a tre giorni di distanza . Egli mobilitò 70 uomini. Quando Muhammad raggiunse la valle di Safawan, al-Fihri era già fuggito .